# 科爾若瓦 (莫納斯特里斯卡區)
49°7′39″N 25°1′51″E / 49.12750°N 25.03083°E
科爾若瓦（烏克蘭語：Коржова），是烏克蘭的村落，位於該國西部捷爾諾波爾州，由喬爾特基夫區負責管轄，始建於1666年，面積1.82平方公里，2001年人口332，人口密度每平方公里182.4人。